# POX 186
POX 186 (المَعروف أيضاً باسم pgc 46982) وتَقَع في كوكبة العَذراء، هِي مجرة قزمة لا تَزال في طَور التَّشكل. وتُعتَبَر هذه المَجرة صَغيرة جداً ومُشوهة مُقارنة مَع مُعظم المَجرات القديمة، مِثل مَجرتنا درب التبانة. ويُعتَقد حالياً أن تَكون قَد بدأت في التشكل لأول مَرة عِندما تضاربت سحابتان هائلتان من الغاز والنجوم في بعضهما البعض قبل أقل من 100 مليون سنة، ما أدى إلى نشوء نجوم جديدة، بَعض الناس يعتقدون أن هذا قد يكون دَليلاً مباشراً على نظرية جديدة، تُخَمِّن أن المجرات التي تتشكل لاحقاً في كونناأصغر من المجرات التي كانت موجودة لمليارات السنين. وتظهر مجرة POX 186 بالقرب من نجم السماك الأعزل، أشد النجوم تألقًا في كوكبة العذراء.

## مصدر
- http://hubblesite.org/newscenter/archive/releases/2002/16/image/